# Khanato Kumul
Il Khanato Kumul era uno stato semi autonomo feudale (Khanato) turco facente parte dell'Impero cinese (dinastia Qing) e poi della  Repubblica di Cina, fino alla sua abolizione, nel 1930, da parte del governatore dello Xinjiang Jin Shuren. I khan di Kumul erano diretti discendenti dei khan del Khanato Chagatai che fu sotto il dominio dei Qing dal 1696 e rimase un khanato facente parte dell'impero Qing.

## Storia
La dinastia Ming stabilì una relazione tributaria con il Khanato Kumul, che fu pesantemente coinvolto nel conflitto Ming-Turpan. Il Khanato pagò un tributo ai Ming e, sotto Sa'id Baba, sostenne i musulmani cinesi lealisti Ming durante la transizione tra Ming e Qing, nel 1646. Dopo la sconfitta dei lealisti Ming, nel corso della quale il principe Turumtay di Kumul fu ucciso per mano delle forze Qing, il Khanato Kumul si sottomise ai Qing.
A partire dal 1647, i governanti di Hami si sottomisero alla dinastia Qing e pagarono tributi. Ad Abdullah Beg, sovrano di Hami, venne concesso il titolo "Jasak Darhan" dopo essersi sottomesso ai Qing come vassallo durante le guerre Dzungar-Qing nel 1696.
Il khanato aveva combattuto contro i Dzungar dalla parte dei Qing e continuò come khanato vassallo quando lo Xinjiang fu trasformato in una provincia nel 1884 dopo la rivolta dei Dungani.
Ai khan venne anche dato il titolo di Qinwang (Principe di primo rango qīn wángP) dell'Impero Qing. Ai khan era stato concesso un enorme potere, da parte della corte dei Qing, ad eccezione della gestione amministrativa, che doveva essere autorizzata da un funzionario cinese inviato a Kumul. I khan erano ufficialmente vassalli dell'Imperatore della Cina, e ogni sei anni erano obbligati a visitare Pechino per diventare un servitore dell'imperatore per un periodo di 40 giorni.
Era noto anche come principato di Kumul, e i cinesi lo chiamavano Hami. I khan erano amici del governo e delle autorità cinesi.
Il Khan Muhammad e suo figlio e successore Khan Maqsud Shah tassarono pesantemente i loro sudditi e li costrinsero al lavoro forzato, provocando due ribellioni contro il loro dominio, nel 1907 e nel 1912.
Il khan era assistito da un cancelliere / ministro / primo ministro. L'ultimo khan, Maqsud Shah, aveva Yulbars Khan, il principe tigre di Hami come suo cancelliere.
Il khan pagava i tributi al governo dello Xinjiang di Ürümqi.
Il governatore cinese Han dello Xinjiang, Yang Zengxin era un monarchico, pertanto tollerava il khanato, ed era amichevole nei confronti del khan Maqsud Shah.
Attorno agli anni 1920, agenti segreti giapponesi furono mandati ad esplorare l'area di Kumul.
Il fatto dell'esistenza del khanato impediva agli uiguri di ribellarsi, dal momento che esso rappresentava un governo in cui regnava un uomo della loro etnia e religione. L'abolizione del khanato portò a una sanguinosa ribellione.
Dopo la morte di Maqsud Shah, nel 1930, Jin Shuren sostituì il khanato con tre distretti amministrativi provinciali: Hami, Yihe e Yiwu. Ciò provocò la ribellione Kumul, durante la quale Yulbars Khan tentò di ripristinare l'erede Nasir sul trono.

## Lista dei khan[16]
| Generazione      | Nome                                          | Anni di regno                                       | Note |
| ---------------- | --------------------------------------------- | --------------------------------------------------- | --- |
| I generazione    | Abdullah Beg 額貝都拉 é-bèi-dōu-lā            | 1697－1709                                          | Nel 36º anno del regno di Kangxi, gli fu concesso il titolo di Jasagh Darhan di Primo Grado. Morì nel 48º anno del regno di Kangxi. |
| II generazione   | 郭帕 Guō-pà                                   | 1709－1711                                          | Figlio maggiore di Abdullah Beg. Nel 48º anno del regno di Kangxi gli fu concesso il titolo di Jasagh Darhan di Primo Grado. Morì nel 50º anno del regno di Kangxi. |
| III generazione  | Emin 額敏 É-mǐn                               | 1711－1740                                          | Figlio maggiore di Guō-pà beg. Nel 50º anno del regno di Kangxi ereditò il titolo di Jasagh Darhan di Primo Grado. Nel quinto anno di regno di Yongzheng fu promosso a Zhenguo Gong (鎮國公) (Duca protettore dello Stato). Nel settimo anno del regno di Yongzheng, fu promosso a Gushan Beizi (固山 貝 子) (Principe di bandiera). Morì nel quinto anno del regno di Qianlong.                                                                                         |
| IV generazione   | Yusuf 玉素甫 Yù-sù-fǔ or Yusup 玉素卜yù sù bǔ | 1740－1767                                          | Figlio maggiore di Emin. Nel quinto anno del regno di Qianlong ereditò il titolo di Jasagh Zhenguo Gong. Nel decimo anno del regno di Qianlong fu promosso a Gushan Beizi. Nel ventitreesimo anno del regno di Qianlong gli fu concesso il titolo di Beile pinji (貝勒 品級). Nel 24º anno del regno di Qianlong, gli fu conferito il titolo di Duoluo Beile (多羅貝勒) e conferì il titolo di Junwang pinji (郡王 品級). Morì nel 12º mese del 31º anno (gennaio 1767). |
| V generazione    | Ishaq 伊薩克 yī-sà-kè                         | 1767－1780                                          | Secondo figlio di Yusuf. Nel 32º anno del regno di Qianlong ereditò il titolo di Junwang pinji Jasagh Duoluo Beilee morì nel 45º anno. |
| VI generazione   | 額爾德錫爾 é-Ěr-dé-xī-ěr                      | 1780－1813                                          | Figlio maggiore di Ishaq. Nel 45º anno del regno di Qianlong, ereditò il titolo di Junwang pinji Jasagh duoluo beile. Nel 48º anno per ordine imperiale gli fu concessa la successione permanente (tutti i suoi discendenti avrebbero ereditato automaticamente il suo titolo). Morì nel 18º anno dell'Imperatore Jiaqing. |
| VII generazione  | 博錫爾 bó-xī-ěr                               | 1813－1867                                          | Figlio di é-Ěr-dé-xī-ěr. Nel 18º anno del regno di Jiaqing, ereditò i titoli di suo padre. Nel dodicesimo anno del regno di Daoguang, fu promosso a Duoluo Junwang 多 羅 郡王. Nel terzo anno del regno di Xianfeng, gli fu concesso il titolo di Qinwang 親王. Nel quinto anno del regno di Tongzhi, scoppiò la rivolta di Dungan, ma rimase fedele ai Qing. Nel sesto anno del regno di Tongzhi, gli fu conferito postumo il titolo di Hezhuo Qinwang 和 碩 親王.      |
| VIII generazione | Muhammad 賣哈莫特 mài-hǎ-mò-tè                | 1867－1882                                          | Figlio di bó-xī-ěr. Nel sesto anno del regno di Tongzhi ereditò il titolo di Jasagh Heshuo Qinwang. Morì nel settimo anno del regno di Guangxu, senza lasciare eredi. |
| IX generazione   | Maqsud Shah 沙木胡索特 shā-mù-hú-suǒ-tè       | 1882－1930                                          | Nipote agnatico di Muhammad. Nell'ottavo anno del regno di Guangxu ereditò i suoi titoli. Nel quarto anno della Repubblica di Cina, il suo appannaggio come qinwang venne raddoppiato. Nel 19º anno della Repubblica di Cina, il sesto mese del sesto giorno, morì di malattia. |
| X generazione    | 聶滋爾 niè-zī-ěr                              | 19º anno della Repubblica-23º anno della Repubblica | Secondo figlio di Maqsud Shah. Nel 19º anno della Repubblica di Cina, il 13º giorno del 9* mese ereditò i suoi titoli morì nel 23º anno della Repubblica. |
| XI generazione   | 伯錫爾 bó-xī-ěr                               | 23º anno della Repubblica-38º anno della Repubblica | Figlio maggiore di niè-zī-ěr. Nel 4º mese del 23º anno della Repubblica ereditò i suoi titoli. Fu arrestato e imprigionato. Morì in prigione nel 1951. |